# Divisiones Regionales Femeninas de la Región de Murcia 2021-22
Las divisiones regionales de fútbol femenino son las categorías de competición futbolística de más bajo nivel en España, en las que participan deportistas amateur, no profesionales. En la Región de Murcia su administración corre a cargo de la Federación de Fútbol de la Región de Murcia. Inmediatamente por encima de estas categorías está la Primera Nacional Femenina de España.
En la temporada 2021-2022 las divisiones regionales se dividen en Autonómica Preferente Femenina y Primera Autonómica Femenina. El primer clasificado de Autonómica Preferente Femenina promociona directamente a la Primera Nacional Femenina de España.

## Autonómica Preferente Femenina
La temporada 2021-2022 de la Autonómica Preferente Femenina comenzó el 17 de octubre de 2021 y terminó el 1 de mayo de 2022.
|  |     | Equipos de fútbol           | PJ | G  | E | P  | GF | GC  | Dif | Pts |
|  | --- | --------------------------- | -- | -- | - | -- | -- | --- | --- | --- |
|  | 1.  | CAP Ciudad de Murcia        | 20 | 15 | 3 | 2  | 62 | 16  | +46 | 48  |
|  | 2.  | Real Murcia Féminas "B"     | 20 | 14 | 4 | 2  | 65 | 23  | +42 | 46  |
|  | 3.  | Fútbol Club Cartagena       | 20 | 13 | 4 | 3  | 51 | 23  | +28 | 43  |
|  | 4.  | SMX Athletic Club de Murcia | 20 | 12 | 4 | 4  | 52 | 17  | +35 | 40  |
|  | 5.  | CFF Los Alcázares           | 20 | 12 | 3 | 5  | 47 | 21  | +26 | 39  |
|  | 6.  | Unión Molinense CF          | 20 | 9  | 1 | 10 | 38 | 46  | -8  | 28  |
|  | 7.  | Mazarrón Féminas            | 20 | 7  | 2 | 11 | 42 | 34  | +8  | 23  |
|  | 8.  | AD Alquerías                | 20 | 6  | 1 | 13 | 31 | 54  | -23 | 19  |
|  | 9.  | EF Dolorense                | 20 | 6  | 0 | 14 | 26 | 54  | -28 | 18  |
|  | 10. | Yecla CF                    | 20 | 4  | 2 | 14 | 25 | 58  | -33 | 14  |
|  | 11. | Club Cehegín Deportivo      | 20 | 0  | 0 | 20 | 8  | 101 | -93 | -6  |

Pts = Puntos; PJ = Partidos Jugados; G = Partidos Ganados; E = Partidos Empatados; P = Partidos Perdidos; GF = Goles Anotados; GC = Goles Recibidos
|  | Ascenso a Primera Nacional Femenina de España |
|  | Desciende a Primera Autonómica Femenina       |

## Primera Autonómica
La temporada 2021-2022 de la Primera Autonómica de la Región de Murcia comenzó el 17 de octubre de 2021 y terminó el 1 de mayo de 2022.

### Grupo I
|  |     | Equipos de fútbol           | PJ | G  | E | P  | GF  | GC  | Dif  | Pts |
|  | --- | --------------------------- | -- | -- | - | -- | --- | --- | ---- | --- |
|  | 1.  | AD Ceutí Atlético           | 20 | 18 | 0 | 2  | 142 | 13  | +129 | 54  |
|  | 2.  | Unión Molinense "B"         | 20 | 15 | 1 | 4  | 95  | 28  | +67  | 46  |
|  | 3.  | SMX Athletic Club de Murcia | 20 | 15 | 0 | 5  | 98  | 26  | +72  | 45  |
|  | 4.  | CD Zeneta                   | 20 | 13 | 3 | 4  | 95  | 39  | +56  | 42  |
|  | 5.  | Club Bosco de Cieza         | 20 | 14 | 0 | 6  | 83  | 44  | +39  | 42  |
|  | 6.  | AC Caravaca                 | 20 | 9  | 3 | 8  | 45  | 44  | +1   | 30  |
|  | 7.  | FB Calasparra               | 20 | 9  | 1 | 10 | 77  | 55  | +22  | 28  |
|  | 8.  | Jumilla Atlético CF         | 20 | 5  | 2 | 13 | 36  | 73  | -37  | 17  |
|  | 9.  | Unión Molinense "A"         | 20 | 2  | 3 | 15 | 21  | 90  | -69  | 9   |
|  | 10. | CD Veteranos Alguazas CF    | 20 | 2  | 3 | 15 | 19  | 96  | -77  | 9   |
|  | 11. | Club Deportivo Plus Ultra   | 20 | 0  | 0 | 20 | 4   | 207 | -203 | 0   |

Pts = Puntos; PJ = Partidos Jugados; G = Partidos Ganados; E = Partidos Empatados; P = Partidos Perdidos; GF = Goles Anotados; GC = Goles Recibidos
|  | Ascenso a Autonómica Preferente Femenina (campeón)               |
|  | Ascenso a Autonómica Preferente Femenina (Mejor 2º entre grupos) |

### Grupo II
|  |     | Equipos de fútbol         | PJ | G  | E | P  | GF | GC | Dif | Pts |
|  | --- | ------------------------- | -- | -- | - | -- | -- | -- | --- | --- |
|  | 1.  | Alhama Club de Fútbol B   | 22 | 18 | 1 | 3  | 65 | 20 | +45 | 55  |
|  | 2.  | Peña Madridista Lorca     | 22 | 17 | 3 | 2  | 63 | 20 | +43 | 54  |
|  | 3.  | Atlético Pinatarense      | 22 | 18 | 0 | 4  | 77 | 30 | +47 | 51  |
|  | 4.  | CFB Totana                | 22 | 11 | 4 | 7  | 73 | 50 | +23 | 37  |
|  | 5.  | E.F. Esperanza            | 22 | 11 | 3 | 8  | 69 | 51 | +18 | 36  |
|  | 6.  | Fútbol Club Cartagena "B" | 22 | 10 | 4 | 8  | 44 | 30 | +14 | 34  |
|  | 7.  | CAP Ciudad de Murcia B    | 22 | 10 | 2 | 10 | 55 | 46 | +9  | 32  |
|  | 8.  | Algezares Unión Deportiva | 22 | 8  | 6 | 8  | 50 | 44 | +6  | 30  |
|  | 9.  | C.F.S. El Progreso        | 22 | 5  | 1 | 16 | 27 | 65 | -38 | 16  |
|  | 10. | CFF Los Alcázares "B"     | 22 | 4  | 4 | 14 | 31 | 64 | -33 | 16  |
|  | 11. | E.F. Dolorense "B"        | 22 | 2  | 3 | 17 | 18 | 82 | -64 | 9   |
|  | 12. | A.D. Alquerías "B"        | 22 | 2  | 1 | 19 | 23 | 93 | -70 | 7   |

Pts = Puntos; PJ = Partidos Jugados; G = Partidos Ganados; E = Partidos Empatados; P = Partidos Perdidos; GF = Goles Anotados; GC = Goles Recibidos
|  | Ascenso a Autonómica Preferente Femenina (campeón)               |
|  | Ascenso a Autonómica Preferente Femenina (Mejor 2º entre grupos) |